# Paraphrynus mexicanus
Paraphrynus mexicanus är en spindeldjursart som först beskrevs av Bilimek 1867.  Paraphrynus mexicanus ingår i släktet Paraphrynus och familjen Phrynidae. Inga underarter finns listade i Catalogue of Life.